# Буравой, Майкл
Майкл Буравой (англ. Michael Burawoy; 15 июня 1947, Англия — 3 февраля 2025, Окленд, Калифорния) — британский социолог, наиболее известный как автор книги «Производство согласия: Изменения в процессе труда в условиях монополистического капитализма» — исследования по труду и его организации, переведённого на несколько языков — и как ведущий инициатор публичной социологии. Представитель социологического марксизма, изучал классовое сознание с точки зрения теорий Пьера Бурдьё и Антонио Грамши.
Буравой был президентом Американской социологической ассоциации в 2004 году и является профессором Университета Калифорнии, Беркли. В 2006—2010 годах — вице-президент Комитета национальных ассоциаций Международной социологической Ассоциации (МСА). На XVII Всемирном социологическом конгрессе он был избран президентом Международной социологической ассоциации на период 2010—2014 годов.

## Биография
Окончив как математик Кембриджский университет в 1968 году, Буравой отправился продолжать учебу в аспирантуре в Замбию, одновременно работая исследователем в горнодобывающем консорциуме «Anglo American PLC».
Получив степень магистра в Университете Замбии в 1972 году, Буравой был зачислен докторантом в университет Чикаго, где закончил диссертацию по антропологии промышленных рабочих Чикаго, которую затем издал как книгу «Производство согласия: Изменения в процессе труда в условиях монополистического капитализма».
Помимо Замбии, Буравой проводил социологические исследования на рабочих местах промышленного рабочего класса, устраиваясь на рабочие профессии на предприятиях Чикаго, поздней кадаровской Венгрии и постсоветской России (Сыктывкара). Его методом исследования, как правило, является включённое наблюдение. На основании своих исследований на рабочих местах он анализировал природу постколониализма, организацию «государственного социализма» и проблемы переходного периода к свободному рычночному капитализму.
Скончался 3 февраля 2025 года от травм, полученных в результате наезда автомобиля.

### Монографии
- Michael Burawoy. The Colour of Class on the Copper Mines: From African Advancement to Zambianization. Manchester: Manchester University Press, 1972
- Michael Burawoy. Manufacturing Consent: Changes in the Labor Process Under Monopoly Capitalism. Chicago: University of Chicago Press, 1979
- Michael Burawoy. The Politics of Production: Factory Regimes Under Capitalism and Socialism. London: Verso, 1985
- Michael Burawoy, János Lukács. The Radiant Past: Ideology and Reality in Hungary’s Road to Capitalism. Chicago: University of Chicago Press, 1992
- Michael Burawoy. The Extended Case Method: Four Countries, Four Decades, Four Great Transformations, and One Theoretical Tradition (University of California Press), 2009

### Сборники
- Marxist Inquiries: Studies of Labor, Class and States. Chicago: University of Chicago Press. Supplement to the American Journal of Sociology. Edited with Theda Skocpol, 1983
- Ethnography Unbound: Power and Resistance in the Modern Metropolis. Berkeley: University of California Press, 1991 (With ten coauthors)
- Uncertain Transition: Ethnographies of Change in the PostSocialist World. Lanham, MD: Rowman and Littlefield. Edited with Katherine Verdery, 1998
- От деревянного Парижа к панельной Орбите. Модель жилищных классов Сыктывкара. Сыктывкар: Институт региональных социальных исследований Республики Коми, 1991 (с Кротов П. П., Лыткина Т. С.)
- Global Ethnography: Forces, Connections and Imaginations in a Postmodern World. Berkeley: University of California Press, 2000 (With nine coauthors)
- Кротов П. П., Буравой М., Лыткина Т. С. Жилищная стратификация города: рыночная эволюция советской модели. — Сыктывкар : Коми науч. центр УрО Рос. АН, 2003. — 117, [1] с. : ил., табл. ISBN 5-89606-157-9

### Статьи
- За публичную социологию Архивная копия от 23 сентября 2016 на Wayback Machine // Социальная политика в современной России: реформы и повседневность / под ред. Е. Ярской-Смирновой, П. Романова. — М.: ЦСПГИ, Вариант, 2008. — С. 8-51.
- Нищета философии. Маркс встречается с Бурдьё Архивная копия от 25 декабря 2021 на Wayback Machine // Социологические исследования. 2018. № 5. С. 56-73.